# Mkdir

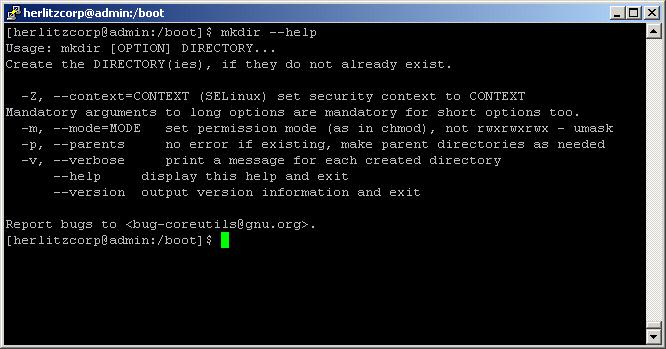
Captura de pantalla sortida mkdir - help.

L'ordre mkdir (de l'anglès make directory, crea un directori) és un comandament que es fa servir des de la consola o terminal per crear un nou directori (o carpeta). El comandament és comú als sistemes operatius Unix, MS-DOS, OS/2 i Microsoft Windows. En els sistemes DOS, OS/2 i Windows el comandament es pot abreviar com md.
Mkdir té el seu origen com una ordre del Sistema Operatiu Unix usada per a crear un nou directori del sistema de fitxers. mkdir té el seu origen en les paraules make directory que signifiquen "crear el directori" en anglès.

## Funcionament
L'ús més habitual del comandament és
```
mkdir <nom del nou directori>
```

On <nom del nou directori> és el nom del nou directori. Cal que el nom de directori sigui una cadena de caràcters que compleixi les restriccions pròpies de cada sistema operatiu. A més, cal tenir els permisos necessaris. El nou directori es crea com a subdirectori del directori actual. En els sistemes Unix, és possible crear més d'un subdirectori amb la mateixa ordre.

## Opcions
En els sistemes basats en Unix, les opcions més habituals són:
- -p: permet crear un nou directori i subdirectoris simultàniament. Si algun dels directoris ja existeix, només es crearan els nous. Per exemple, l'ordre

mkdir -p prova1/prova2/prova3
crearà els tres directoris. Però si els directoris prova1/prova2 ja existeixen, només crearà el subdirectori prova3.
- -v: Una vegada executada l'ordre, mostra un missatge informant dels nous directoris creats.
- -m: Per especificar els permisos (en octal) dels directoris creats.

## Exemple d'ús
Si dins d'una sector utilitzat per un usuari  x, anomenat per exemple, USUARI, es vol crear un directori en aquest lloc, la manera de realitzar aquesta acció són com:
```
$ mkdir directori
$ cd directori
$ pwd
/home/USUARI/
directori
```

On  directori  és el nom del directori que desitja ser creat dins del sector /home/USUARI.
Per crear diversos en directoris a la vegada s'usa l'ordre:
```
mkdir-p /dir1/dir2/dir3/...
```

on dir1, dir2, dir3 són els noms dels respectius directoris.